# أوليفيا تايلور دودلي
أوليفيا تايلور دودلي (بالإنجليزية: Olivia Dudley) هي ممثلة أمريكية، ولدت في 4 نوفمبر 1985 بمقاطعة سان لويس أوبيسبو في الولايات المتحدة.

## وصلات خارجية
- أوليفيا تايلور دودلي على موقع IMDb (الإنجليزية)
- أوليفيا تايلور دودلي على موقع ألو سيني (الفرنسية)
- أوليفيا تايلور دودلي على موقع أول موفي (الإنجليزية)
- أوليفيا تايلور دودلي على موقع قاعدة بيانات الأفلام السويدية (السويدية)
- أوليفيا تايلور دودلي على موقع قاعدة بيانات الفيلم (الإنجليزية)
- أوليفيا تايلور دودلي على موقع كينوبويسك (الروسية)